# Jonathan Bomarito
Jonathan Bomarito (ur. 23 stycznia 1982 w Monterey) – amerykański kierowca wyścigowy.

## Kariera
Bomarito rozpoczął karierę w międzynarodowych wyścigach samochodowych w 2001 roku od startów w Formule Dodge National Championship. Z dorobkiem 22 punktów uplasował się na siedemnastej pozycji w końcowej klasyfikacji kierowców. W późniejszych latach Amerykanin pojawiał się także w stawce FF2000 Zetec Championship, USF2000 National Championship, Star Mazda, Atlantic Championship, Grand American Rolex Series, Indy Lights, Continental Tire Sports Car Challenge, American Le Mans Series, FIA World Endurance Championship, 24-godzinnego wyścigu Le Mans oraz United Sports Car Championship.

## Wyniki w 24h Le Mans
| Rok  | Zespół          | Partnerzy                  | Samochód        | Klasa   | Okr. | Poz. | Klasa Pos. |
| ---- | --------------- | -------------------------- | --------------- | ------- | ---- | ---- | ---------- |
| 2013 | SRT Motorsports | Tommy Kendall Kuno Wittmer | SRT Viper GTS-R | GTE Pro | 301  | 31   | 9          |